# Edmund Backhouse, Tòng Nam tước thứ 2

Backhouse vào 1943

Sir Edmund Trelawny Backhouse, Tòng Nam tước thứ 2 (20 tháng 10 năm 1873 - tháng 01 năm 1944) là một học giả và Nam tước quý tộc người Anh. Những nghiên cứu của ông đã từng gây tiếng vang và có ảnh hưởng lớn tới cách nhìn của người phương Tây đối với Trung Quốc cuối thế kỷ 19. Sau khi ông mất, nhiều nguồn tư liệu trong các tác phẩm của ông đã bị phát hiện là giả mạo hoặc không thể xác thực. Nhà nghiên cứu tiểu sử của ông, Hugh Trevor-Roper, đã miêu tả Backhouse như một người "tự phụ khó ai sánh kịp". Derek Sanhaus của nhà xuất bản Earnshaw Books, biên tập viên các hồi ký của Backhaus, thì cho rằng Trevor-Roper vốn không hài lòng với xu hướng đồng tính nam của ông và một số khảo luận của ông ít nhiều vẫn có giá trị học thuật.

## Cuộc đời
Edmund Backhouse sinh ra tại Darlington, quận Durham, Anh quốc, trong gia tộc Quaker. Ông có nhiều người họ hàng là thầy tu và học giả. Backhouse đã từng theo học ở trường trung học Winchester và trường trung học Merton tại Oxford. Năm 1894, ông trải qua một cuộc khủng hoảng tâm lý. Dù đã trở lại trường một năm sau đó, Backhouse đã không hoàn tất bằng đại học của mình mà đã rời nước Anh để chạy trốn một khoản nợ khổng lồ thời sinh viên.
Năm 1899 ông đến Bắc Kinh, được George Ernest Morrison, một ký giả của báo The Times, nhờ phiên dịch một số tài liệu từ tiếng Anh sang tiếng Trung Quốc hoặc ngược lại. Nhờ thông thạo cả tiếng Hán, tiếng Mãn và cả tiếng Mông Cổ, Edmund đã được George giới thiệu vào làm công tác dịch thuật cho The Times và Bộ Ngoại giao Anh quốc đặt tại Bắc Kinh. Ngoài Hán học, Edmund còn học thêm tiếng Nga và tiếng Nhật. Edmund có mối quan hệ gần gũi với tầng lớp cao trong xã hội triều Thanh lúc bấy giờ. Vì vậy, ông còn làm việc cho nhiều công ty và cá nhân, giúp họ tìm kiếm những hợp đồng làm ăn với triều đình. Tuy nhiên không có bản hợp đồng thành công nào được ghi nhận.
Năm 1910, ông cộng tác với J.O.P. Bland, ký giả báo The Times viết cuốn "China under the Empress Dowager" ("Trung Hoa dưới sự thống trị của Thái hậu"). Ít lâu sau ông lại cùng J.O.P. Bland viết tác phẩm thứ 2 là "Hồi ức về Cung đình Bắc Kinh". Hai cuốn sách đã nổi tiếng toàn thế giới vì đã lần đầu tiên miêu tả Từ Hi Thái hậu, người thống trị triều đình cuối cùng của Trung Quốc, như một nữ hoàng tàn ác và dâm dật. Tuy nhiên, nhiều tư liệu trong cuốn sách sau đó đã được chứng minh là giả mạo.
Từ năm 1913, Backhouse bắt đầu quyên góp nhiều tư liệu bằng tiếng Hoa cho thư viện Bodleian với hy vọng sẽ được đặc cách trở thành giáo sư, tuy nhiên ông đã không thành công. Trong vòng mười năm từ 1913 tới 1923, Backhouse đã gửi tám tấn tư liệu tới thư viện. Nhiều tài liệu và bản thảo trong số này vẫn chưa được kiểm chứng về độ tin cậy. Tuy vậy, một vài trong số 17,000 văn vật do ông gửi đến thực sự có giá trị, chẳng hạn như sáu chương trong bộ Vĩnh Lạc đại điển có từ thời nhà Minh. Thư viện nhận xét món quà của Backhouse đã đóng góp lớn tới bộ sưu tập tài liệu về Trung Quốc của họ.
Năm 1918 ông được thừa kế danh hiệu Nam tước từ cha mình, Sir Jonathan Backhouse. Trong chiến tranh thế giới thứ nhất, ông đã làm gián điệp cho chính phủ Anh, giúp họ thương lượng một bản hợp đồng vũ khí với Trung Quốc. Năm 1916, Backhouse tự xưng mình là người đại diện cho triều đình nhà Thanh và lừa nhà băng American Bank Note Company cùng với hãng đóng tàu John Brown & Company hai bản hợp đồng giả. Không công ty nào nhận được phản hồi chính thức từ triều đình. Khi họ cố gắng liên lạc với Backhouse thì ông đã rời khỏi Trung Quốc. Khi trở lại Bắc Kinh vào năm 1922, ông đã từ chối đề cập tới những bản hợp đồng này.
Năm 1943, Edmund đã viết hai cuốn hồi ký "Những ngày trôi qua" và "Thái hậu và tôi" do được sự giúp đỡ của một người bạn là bác sĩ người Thụy Sĩ là R. Hoeppli. R. Hoeppli đã choáng ngợp trước những câu chuyện tình ái giật gân của Backhouse nên đã thuyết phục ông ghi chép chúng lại thành sách. Hai cuốn hồi ký này đã không được xuất bản cho tới năm 2011.
Tháng 01 năm 1944, Edmund Backhouse qua đời tại Bắc Kinh ở tuổi 70. Khi Edmund qua đời, R. Hoeppli là người biên tập và viết lời cuối sách "Thái hậu và tôi".
Edmund Backhouse là một người song tính luyến ái. Ngoài mối quan hệ khác giới, ông còn có xu hướng quan hệ đồng tính nam. Trước khi sang tới Trung Quốc và sống như một ẩn sĩ, Edmund tuyên bố ông đã có quan hệ đồng tính với những người nổi tiếng như Lord Rosebery, từng là Thủ tướng nước Anh, hay Oscar Wilde, nhà văn nổi tiếng Ireland.

## Những cáo buộc

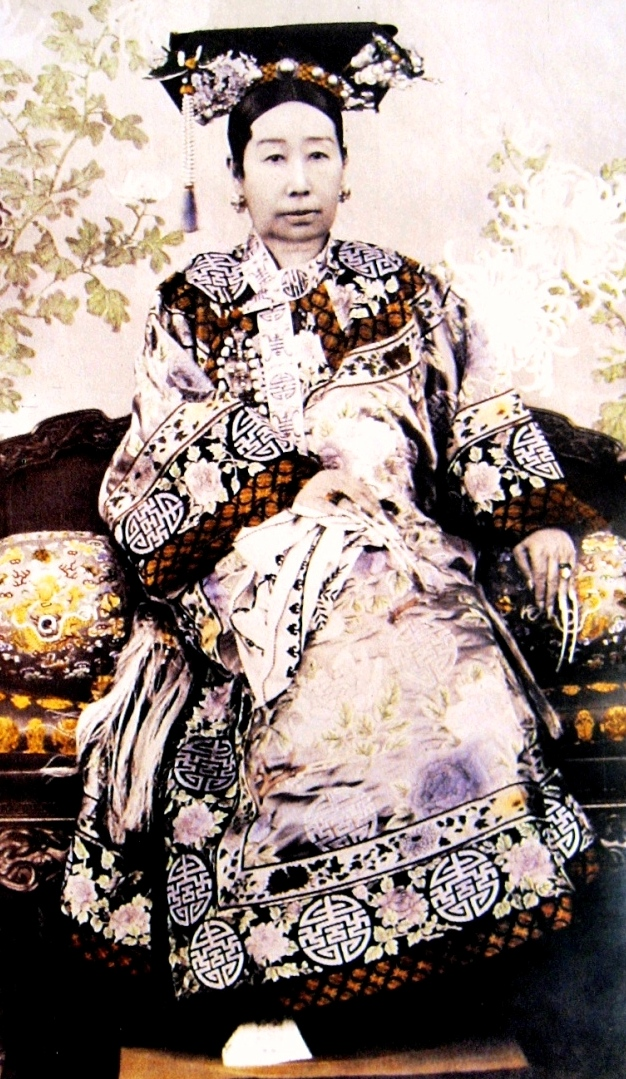
Từ Hi Thái hậu

Đã có vô số hoài nghi nhắm đến những cuốn sách của Edmund Backhouse. Trong đó có hai cáo buộc nghiêm trọng nhất. Một, phần lớn chi tiết trong cuốn sách "Trung Hoa dưới sự thống trị của thái hậu" được rút ra từ "nhật ký" của một quan lại trong triều đình tên Ching Shen. Backhouse cho biết ông tìm thấy cuốn nhật ký này khi đi lạc vào phủ của Ching Shen trong cuộc chiến loạn Nghĩa Hòa Đoàn năm 1900. Nhiều học giả đã tó ý nghi hoặc sự chính thống của nguồn tư liệu này. Ngay cả J. L. Duyvendak, người đã ủng hộ cuốn sách vào năm 1924, cũng thay đổi lập trường vào năm 1940 sau khi nghiên cứu sâu hơn. Năm 1991, học giả Lỗ Hứa Minh đã xuất bản nhiều tài liệu để chứng minh cuốn nhật ký là giả mạo.
Thứ hai, vào năm 1973 nhà sử học Hugh Trevor-Roper đã nhận được một bản thảo cuốn hồi ký của Backhouse, trong đó ông ta khoác lác về các mối quan hệ luyến ái với nhiều nhân vật nổi tiếng như thủ tướng Anh Lord Rosebery, nhà thơ Pháp Paul Verlaine, nhà văn Oscar Wilde, một công chúa của đế quốc Ottoman, và đặc biệt là Từ Hi thái hậu. Backhouse thậm chí còn tuyên bố mình đã gặp Leo Tolstoy và diễn xuất chung với nữ diễn viên người Pháp Sarah Bernhardt. Một số chi tiết trong hồi ký cường điệu và tục tĩu đến mức Trevor-Roper nhận xét nó chẳng khác một cuốn sách khiêu dâm. Ông thẳng thừng tuyên bố phần lớn cuốn hồi ký là sản phẩm từ trí tưởng tượng của Backhouse.
Tuy nhiên, Derek Sandhaus - biên tập viên các hồi ký của Backhouse ở nhà xuất bản Earnshaw Books - cho rằng Trevor-Roper chỉ cảm thấy ghê tởm xu hướng đồng tính của Backhouse và cũng không hiểu biết nhiều về đời sống xã hội của người Trung Quốc bằng Backhouse. Mặc dù nhiều chi tiết trong hồi ký là sai sự thật, tuy nhiên vẫn có một số khác đáng ghi nhận hay nghiên cứu. Bên cạnh đó, Sanhaus cho rằng Backhouse có thể nói được cả tiếng Hoa, tiếng Mãn Châu, và tiếng Mông Cổ, đồng thời cũng hiểu rõ cuộc sống cũng như phong tục tập quán của người Hoa vốn xa lạ và khó chấp nhận đối với đại đa số người châu Âu.
Robert Bickers, trong cuốn sách của mình mang tên "Dictionary of National Biography", đã gọi Backhouse là "một kẻ giả dối". Ông cho rằng dù cuốn sách có thể hé lộ một vài chi tiết về cuộc sống của giới đồng tính nam ở Bắc Kinh cuối thời nhà Thanh, hay có một vài sự thật lịch sử được đan cài khéo léo vào nội dung cuốn sách, nhưng nhìn chung không một lời nào trong bản hồi ký là đủ sức thuyết phục.